# Briefmarken-Jahrgang 1959 der Deutschen Bundespost Berlin
Der Briefmarken-Jahrgang 1959 der Deutschen Bundespost Berlin umfasste vier Sondermarken, eine davon als Ergänzung der Serie „Männer aus der Geschichte Berlins“, der philatelistisch allerdings zum Jahrgang 1957 zählt. Bei den Dauermarken gab es eine Ergänzung zur Serie „Berliner Stadtbilder“ und eine kleine Dauermarkenserie mit fünf Briefmarken des Bundespräsidenten Theodor Heuss im Medaillon. Diese Briefmarken waren die ersten Briefmarken, die mit gleichem Motiv, Farbe und Wert auch in der Bundesrepublik von der deutschen Bundespost ausgegeben wurden.
Der Nennwert der Marken betrug 2,20 DM.

## Liste der Ausgaben und Motive
Legende
- Bild: Eine bearbeitete Abbildung der genannten Marke. Das Verhältnis der Größe der Briefmarken zueinander ist in diesem Artikel annähernd maßstabsgerecht dargestellt. Sollten keine Marken abgebildet sein, liegt es daran, dass das Urheberrecht des Künstlers noch nicht erloschen ist.
- Beschreibung: Eine Kurzbeschreibung des Motivs und/oder des Ausgabegrundes. Bei ausgegebenen Serien oder Blocks werden die zusammengehörigen Beschreibungen mit einer Markierung versehen eingerückt.
- Wert: Der Frankaturwert der einzelnen Marke in Pfennig. Ein „+“ bedeutet, dass es sich um eine Zuschlagsmarke handelt (= Frankaturwert + Spende).
- Ausgabedatum: Das Datum des erstmaligen Verkaufs dieser Briefmarke.
- Gültig bis: Das Datum, an dem die Gültigkeit endete.
- Auflage: Soweit bekannt, wird hier die zum Verkauf angebotene Anzahl dieser Ausgabe angegeben.
- Entwurf: Soweit bekannt, wird hier angegeben, von wem der Entwurf dieser Marke stammt.
- Mi.-Nr.: Diese Briefmarke wird im Michel-Katalog unter der entsprechenden Nummer gelistet.

| Sondermarken | |                  |                       |                   |             |                   |       |
| Bild         | Beschreibung | Werte in Pfennig | Ausgabe- datum (1959) | gültig bis        | Auflage     | Entwurf           | MiNr. |
|              | Männer aus der Geschichte Berlins (II) - Alexander von Humboldt (1769–1859), Naturforscher und Geograph                  | 40               | 6. Mai                | 31. Dezember 1960 | 4.000.000   | Arthur Degner     | 171   |
|              | 10. Jahrestag der Beendigung der Blockade Berlins mit an- und abfliegenden Flugzeugen stilisiertes Symbol der Luftbrücke | 25               | 12. Mai               | 31. Dezember 1960 | 5.000.000   | Rudolf Gerhardt   | 188   |
|              | Kommunaler Weltkongreß, Berlin                                                                                           | 20               | 18. Juni              | 31. Dezember 1960 | 5.000.000   | Rudolf Gerhardt   | 189   |
|              | 200. Geburtstag von Friedrich Schiller (1759–1805) Dichter, Dramatiker, Philosoph und Historiker                         | 20               | 10. November          | 31. Dezember 1961 | 5.000.000   | Rudolf Gerhardt   | 190   |
| Dauermarken  | |                  |                       |                   |             |                   |       |
| Bild         | Beschreibung | Werte in Pfennig | Ausgabe- datum (1959) | gültig bis        | Auflage     | Entwurf           | MiNr. |
|              | Dauermarken Bundespräsident Theodor Heuss - Bundespräsident Theodor Heuss (III)                                          | 7                | 10. April             | 31. Dezember 1964 | 52.600.000  | Max Eugen Cordier | 182   |
|              | - Bundespräsident Theodor Heuss (III)                                                                                    | 10               | 31. Januar            | 31. Dezember 1964 | 304.500.000 | Max Eugen Cordier | 183   |
|              | - Bundespräsident Theodor Heuss (III)                                                                                    | 20               | 31. Januar            | 31. Dezember 1964 | 74.500.000  | Max Eugen Cordier | 184   |
|              | - Bundespräsident Theodor Heuss (III)                                                                                    | 40               | 22. Mai               | 31. Dezember 1964 | 13.000.000  | Max Eugen Cordier | 185   |
|              | - Bundespräsident Theodor Heuss (III)                                                                                    | 70               | 22. Mai               | 31. Dezember 1964 | 10.000.000  | Max Eugen Cordier | 186   |
|              | Dauermarken Berliner Stadtbilder Das Rathaus in Neukölln                                                                 | 8                | 14. Februar           | 31. Dezember 1964 | 30.630.000  | Alfred Goldammer  | 187   |